# Nhà nước cảnh sát
Thuật từ nhà nước cảnh sát (tiếng Anh: police state) được dùng để chỉ một quốc gia mà chính phủ của nó dùng lực lượng cảnh sát để thực hiện các biện pháp độc đoán, kiểm soát cứng rắn và có tính áp bức đối với đời sống chính trị, kinh tế và xã hội của toàn dân. Nhà nước cảnh sát thường thường bộc lộ các yếu tố của chủ nghĩa toàn trị và kiểm soát xã hội. Thông thường, có ít hoặc không có khác biệt giữa luật pháp và việc thực thi quyền lực chính trị của người đứng đầu nhà nước trong một nhà nước cảnh sát.
Người dân của một nhà nước cảnh sát thường trải qua những sự hạn chế về việc di chuyển từ nơi này sang nơi khác, về sự tự do phát biểu hay truyền đạt quan điểm chính trị cũng như những quan điểm khác. Các quan điểm như thế thường bị cảnh sát theo dõi hoặc ngăn chặn. Việc kiểm soát chính trị trong nhà nước cảnh sát có thể được tiến hành bởi lực lượng cảnh sát mật vụ, thường thường hoạt động bên ngoài phạm vi mà một nhà nước hiến định cho phép.

## Lịch sử
Thuật ngữ "nhà nước cảnh sát" được dùng lần đầu tiên vào năm 1851 để ám chỉ việc sử dụng lực lượng cảnh sát quốc gia duy trì trật tự tại Áo. Từ tiếng Đức này (Polizeistaat) bắt đầu được dùng phổ biến trong tiếng Anh vào thập niên 1930 khi đề cập tới các chính phủ toàn trị bắt đầu xuất hiện ở Âu Châu.
Thật sự, ngay ở cấp địa phương, việc sử dụng một lực lượng cảnh sát để tích cực duy trì trật tự, không kể các tình trạng khẩn cấp, thì gần như chưa được biết đến trước thời gian đó.
Thí dụ, việc sử dụng lần đầu tiên một lực lượng cảnh sát tiểu bang tại Hoa Kỳ đã xảy ra trong khoảng thời gian rất gần đó là vào năm 1865 khi một lực lượng như thế được thành lập tại tiểu bang Massachusetts.
Cho đến thời điểm này, trật tự tại đa số các nơi được duy trì ở cấp bậc địa phương với chút ít sự trợ giúp từ cảnh sát quận khi được yêu cầu trong một số sự cố nào đó. Khi việc duy trì một lực lượng cảnh sát thường trực trở nên phổ biến hơn vào cuối thế kỷ 19 và đầu thế kỷ 20 thì thuật từ "nhà nước cảnh sát" được dùng rộng rải hơn để ám chỉ đến các quốc gia nào sử dụng lực lượng lớn cảnh sát theo chiều hướng có tính chất trấn áp và mạnh tay, thí dụ như dưới chế độ phát-xít, quân phiệt, đôi khi được áp dụng mở rộng đến những sự kiện lịch sử có tính chất đàn áp như Cách mạng Pháp và Đế quốc La Mã.
Bởi vì có những quan điểm chính trị khác nhau về mức độ cân bằng thích hợp giữa tự do cá nhân và an ninh quốc gia, không có tiêu chuẩn khách quan để xác định việc thuật ngữ "nhà nước cảnh sát" có thể được áp dụng với một quốc gia cụ thể hay không. Bất kỳ một quốc gia nào cũng duy trì lực lượng cảnh sát và các biện pháp giám sát công dân (dù ít hay nhiều) để đảm bảo an ninh chung cho đất nước. Vì vậy, rất khó để đánh giá một cách khách quan về những lời cáo buộc rằng một quốc gia có hay không là một nhà nước cảnh sát. Một cách để xem xét các khái niệm về nhà nước cảnh sát và trạng thái tự do là thông qua sự trung gian giữa các giai đoạn: luật pháp hạn chế bớt tự do cá nhân được coi là tiến tới một nhà nước cảnh sát, trong khi luật pháp hạn chế bớt sự giám sát của chính phủ thì được coi là hướng tới chính sách tự do.

## Các nhà nước cảnh sát

### Hoa Kỳ
Tại Mỹ đầu thập niên 1950, các thế lực chống cộng cực đoan nắm quyền. Lực lượng cảnh sát mật vụ của McCarthy và Hoover thường xuyên thực hiện các chiến dịch chống cộng gồm theo dõi, phân biệt đối xử, sa thải, khởi tố, tra khảo và tống giam nhiều người bị xem là đảng viên cộng sản hoặc ủng hộ chủ nghĩa cộng sản. Một bộ phận trong số những nạn nhân bị mất việc, bị bắt giam hoặc bị điều tra quả thật có quan hệ trong hiện tại hoặc trong quá khứ với Đảng Cộng sản Hoa Kỳ. Nhưng đại bộ phận còn lại có rất ít khả năng gây nguy hại cho nhà nước và sự liên quan của họ với những người cộng sản là rất mờ nhạt.
Với việc thành lập Cơ quan An ninh Quốc gia (NSA), kể từ năm 1952, Chính phủ Mỹ thi hành chính sách nghe lén các cuộc điện thoại, điện tín... của công dân Mỹ cũng như của các chính khách các nước ở khắp nơi trên thế giới. Chương trình này bị lộ sau khi bị điệp viên Edward Snowden tiết lộ cho báo chí.

### Liên Xô
Liên Xô từ khi thành lập vào năm 1922 cho tới khi giải tán 1991 – mà có nới lỏng dưới thời Khrushchyov (Phi Stalin hóa) và Gorbachyov (Perestroika) – được phương Tây coi là một nhà nước cảnh sát, trong đó hầu như không có lãnh vực nào trong cuộc sống hàng ngày mà không nằm dưới sự kiểm soát của Nhà nước. Tự do thương mại, tự do đi lại, tự do văn hóa và giáo dục, tự do ngôn luận và những tự do khác được quy định trong pháp luật, nhưng thực tế lại khác. Hầu như bất cứ việc gì quan trọng đều phải xin giấy phép từ chính quyền. Các cơ quan nhà nước, chủ yếu là cơ quan mật vụ và công an NKVD, sau này KGB, theo dõi nghiêm ngặt đời sống công cộng và riêng tư của công dân Liên Xô; những nhà hoạt động chính trị hoặc tuyên truyền chống Nhà nước Xô viết bị nhà nước trừng phạt, tra tấn (Lubjanka), xử bắn hay đưa tới các trại giam („Gulag").
Các biện pháp kiểm soát và bắt buộc toàn trị xảy ra nghiêm ngặt nhất dưới thời chủ tịch nước và tổng bí thư đảng Cộng sản Liên Xô Stalin và Brezhnev, đã cho đưa những người bất đồng chính kiến vào các nhà tù tâm thần, dưới thời Khrushchyov và sau đó trong thời kỳ (Glasnost) của Gorbachyov, tuy nhiên cũng có hình thành những khu vực tự do hạn chế trong những lãnh vực văn hóa, chính trị và cá nhân.

### Đức Quốc xã
Khi những người Đức Quốc xã lên nắm quyền ở Đức 1933, họ dần dần thiết lập một chế độ toàn trị. Từ 2 sắc luật trong thời kỳ khủng hoảng vào ngày 4. và 28 tháng 2 năm 1933 và luật ủy quyền (Ermächtigungsgesetz) ngày 24 tháng 3 năm 1933 họ loại trừ có hệ thống tất cả các đối thủ chính trị. Những nạn nhân đầu tiên là các đảng viên đảng cộng sản và đảng SPD, mà bị cấm và các đảng viên bị bắt giam. Các luật lệ, mà được cho là để bảo vệ nhân dân và nhà nước, đã giới hạn rất nhiều những quyền tự do căn bản mà đã được ghi vào trong hiến pháp. Trong đó có những quyền như tự do báo chí hay tự do ngôn luận. Những vụ khám nhà tùy ý và tịch thu tài sản được cho phép và xảy ra rất nhiều.
Kế tiếp một hệ thống theo dõi toàn diện được đưa vào. Những người cai quản khu vực kiểm soát người trong các căn hộ, tố cáo những hoạt động và phát biểu không thích hợp với ý thức hệ Đức Quốc xã. Những tòa án đặc biệt được thành lập, để phạt, một phần rất nặng, các vi phạm về chính trị.
Những làn sóng nghi ngờ và bôi nhọ xảy ra thường xuyên. Thường thì những điều này xảy ra do lo sợ hay vì ác ý. Người ta không còn cảm thấy an toàn ngay cả với những thân nhân hay con cái của mình. Trong cái không khí rối loạn của việc con người chung sống với nhau người ta chỉ có thể thoát khỏi bị ngược đãi bằng cách giữ im lặng. 
Ngoài ra cảnh sát mật vụ dùng rất nhiều những kẻ chỉ điểm để tìm ra những phong trào chính trị ngầm. Những người bị cho là có những hoạt động thù nghịch với chính quyền bị bắt, tra tấn rồi nhốt vào các trại tập trung. Những vụ bắt người thường xảy ra vào ban đêm để những người này biến mất mà không gây náo động.

### Nam Phi
Trong thời gian duy trì chính sách phân biệt chủng tộc Apartheid, chính phủ Nam Phi duy trì các thuộc tính của nhà nước cảnh sát như cấm người dân và các tổ chức ủng hộ người da đen, bắt giữ các tù nhân chính trị, duy trì các cộng đồng sống tách biệt và hạn chế quyền di cư của người dân.